# كانديس غلوفر
كانديس غلوفر (بالإنجليزية: Candice Glover)‏ هي ملحنة ومغنية مؤلفة وممثلة أمريكية، ولدت في 22 نوفمبر 1989 في بيافورت في الولايات المتحدة.

## وصلات خارجية
- الموقع الرسمي
- كانديس غلوفر على موقع IMDb (الإنجليزية)
- كانديس غلوفر على موقع ميوزك برينز (الإنجليزية)
- كانديس غلوفر على موقع قاعدة بيانات برودواي على الإنترنت (الإنجليزية)
- كانديس غلوفر على موقع ديسكوغز (الإنجليزية)
- كانديس غلوفر على موقع قاعدة بيانات الفيلم (الإنجليزية)